# Wesermühlen

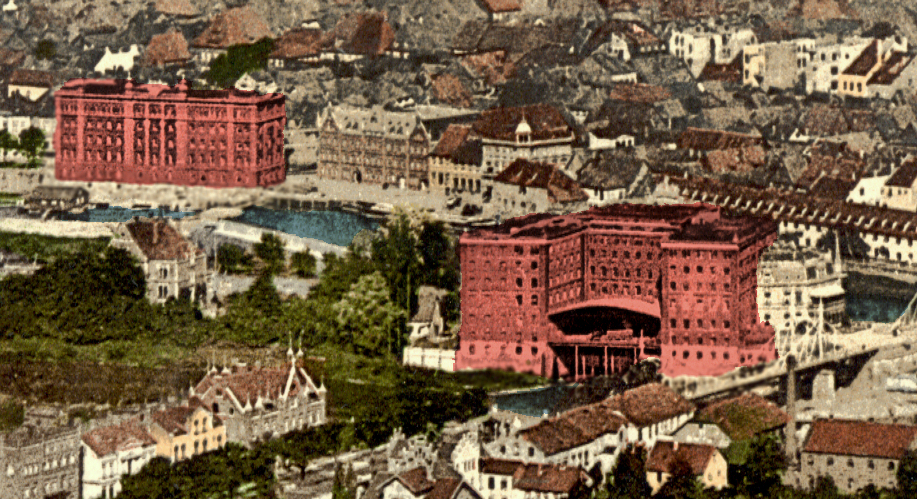
Wesermühlen um 1900, links Pfortmühle, rechts Werdermühle (nachkoloriert)

Die Wesermühlen waren mehrere, seit dem 13. Jahrhundert bestehende Wassermühlen an Wehren der Weser und ihrem Nebenfluss Hamel in Hameln. Zwei von ihnen, die Pfort- und die Werdermühle, entwickelten sich Ende des 19. und Anfang des 20. Jahrhunderts zu Großanlagen. Heute ist nur noch die Pfortmühle erhalten. Die Mühlen waren namensgebend für das ab 1948 als Großbetrieb errichtete Mühlenwerk Wesermühle der Firmengruppe Kampffmeyer Mühlen am Hamelner Hafen.

## Pfortmühle

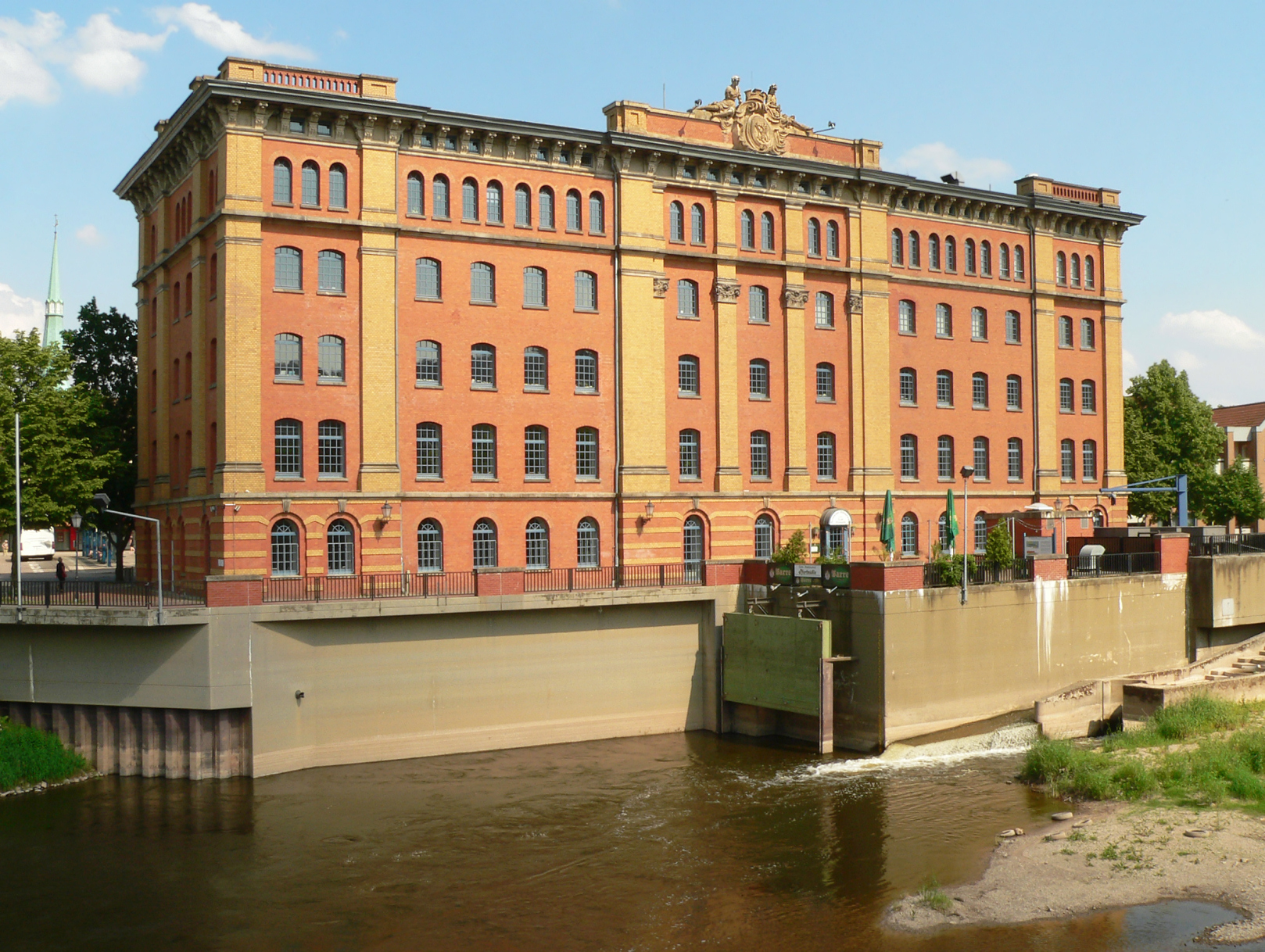
Pfortmühle, 2018

Die anfangs als Weser- oder Fischpfortenmühle bezeichnete Wassermühle am Rand der Hamelner Altstadt entstand vermutlich gegen Ende des 13. Jahrhunderts. 1345 wird sie erstmals urkundlich erwähnt und später als Pfortmühle bezeichnet. 1745 brachte ein Hochwasser der Weser die Mühle teilweise zum Einsturz. Im selben Jahr wurde sie in größer wieder aufgebaut. Zum Gedenken an das Ereignis und die finanzielle Unterstützung für den Wiederaufbau durch den hannoverschen König wurde an der Mühle 1746 ein Gedenkstein aufgestellt. 1872 brannte die Mühle im Inneren durch selbsterhitztes Getreide aus und war über Jahre eine Ruine. 1878 wurde sie als fünfstöckiger Großbau neu errichtet. Mit 12 Mahlgängen gehörte sie zu den größten Werken in Deutschland. Die Mühle brannte 1893 nieder und wurde durch das 1893–1895 errichtete, noch heute vorhandene Gebäude ersetzt, das als herausragendes Industriedenkmal im Stil des Historismus gilt. 1912 wurde der Mühlenbetrieb auf elektrische Energie umgestellt. Aus dieser Zeit stammt die noch heute erhaltene Wasserkraftanlage, die aus einer Turbine und einem Generator besteht. Nachdem das 1975 an die Stadt Hameln verkaufte Mühlengebäude 1992 saniert wurde, dient es heute unter anderem als Bücherei und Restaurant.

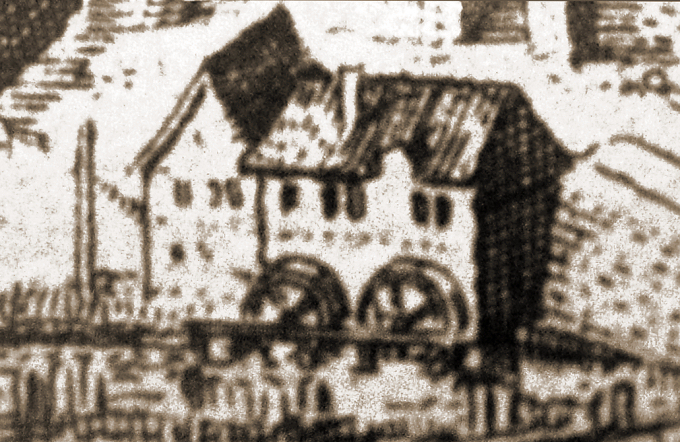
Pfortmühle um 1640
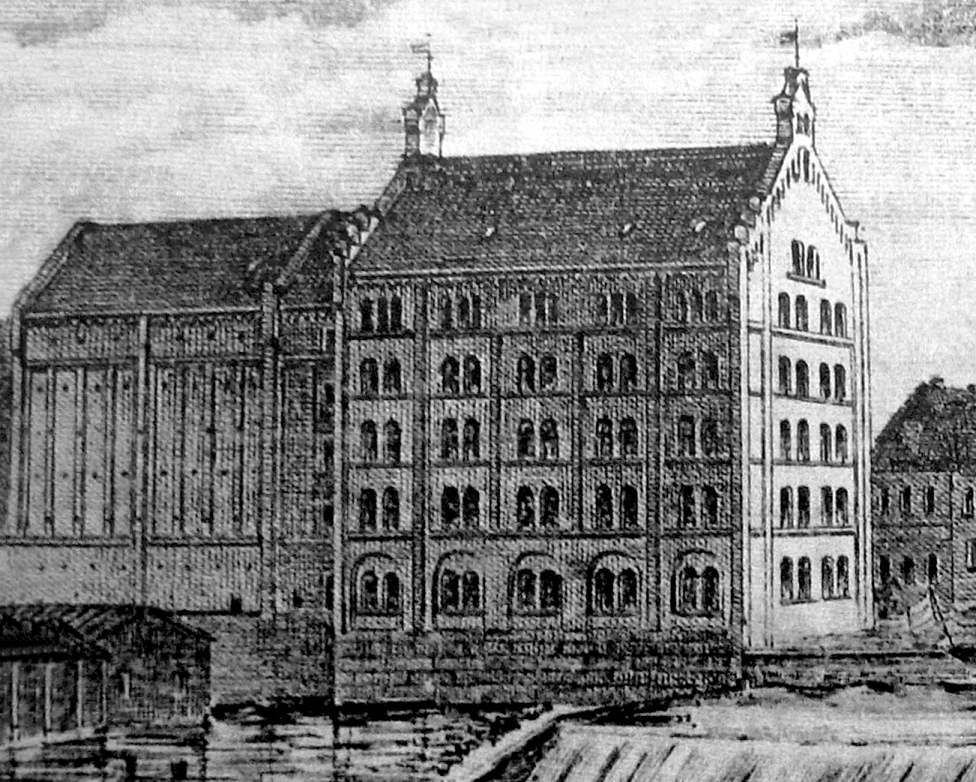
Zeichnung der Pfortmühle, 1878
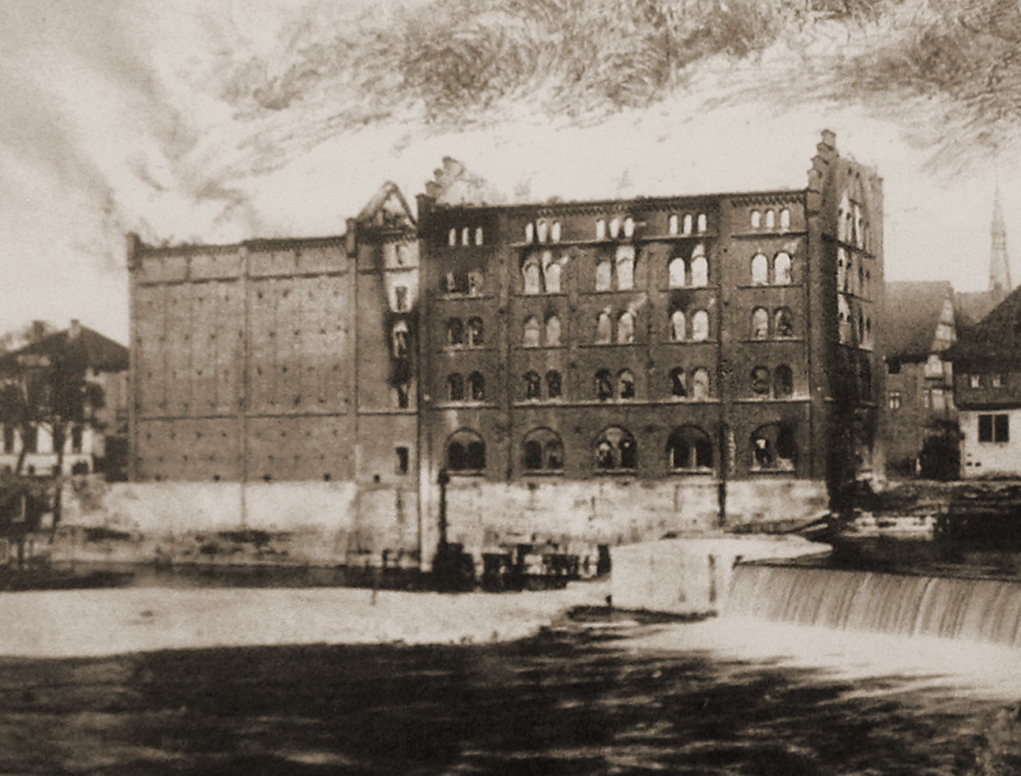
Brennende Pfortmühle, 1893

## Werdermühlen

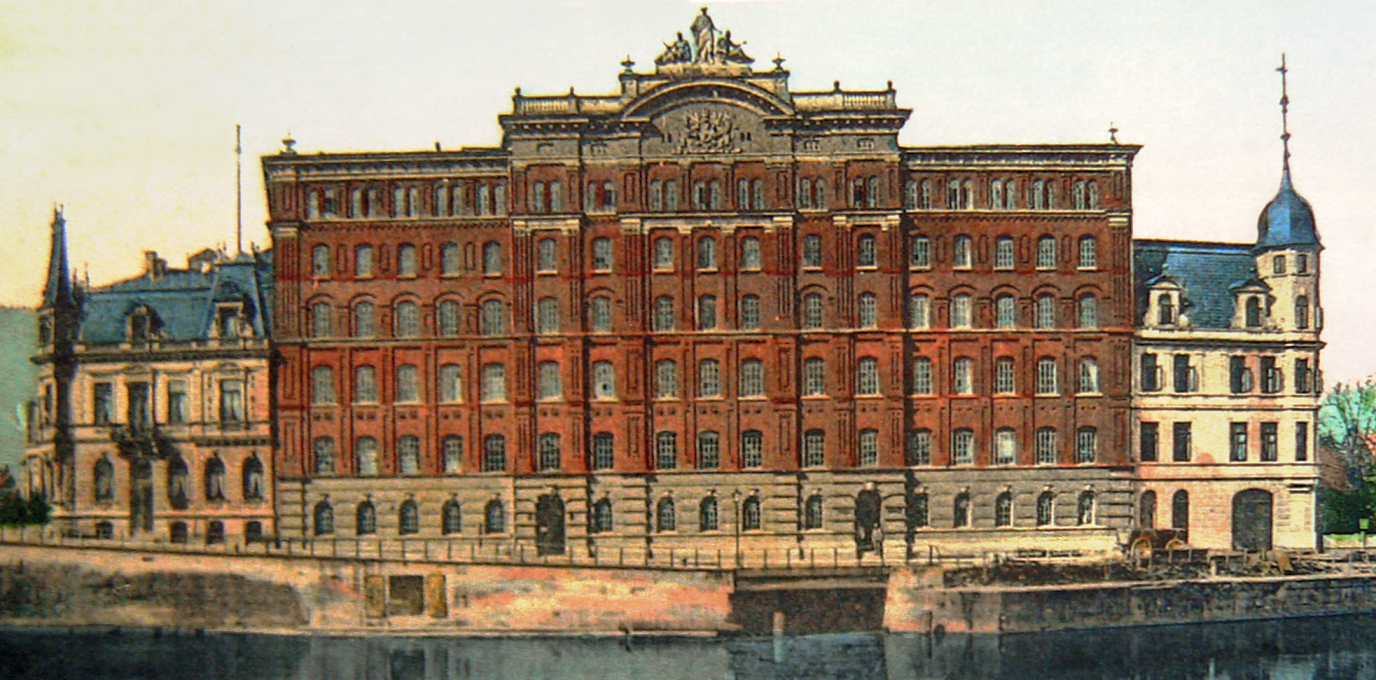
Werdermühle nach dem Neuaufbau, 1900

Auf dem Werder in der Weser lag die Werdermühle, die 1635 als Getreidemühle entstanden war und später wegen ihrer Lage an der Weserbrücke auch als Brückermühle bezeichnet wurde. Danach entstanden auf dem Werder noch eine Ölmühle und eine Sägemühle. Die Brückermühle entwickelte sich im 19. Jahrhundert zu einem überregional tätigen Großbetrieb. Die Fachwerkbauten wurden 1864 durch einen Ziegelbau mit 12 Mahlgängen abgelöst, wodurch die Brückermühle als modernste Wassermühle im Königreich Hannover galt. 1871 wurden zwei Mühlen auf dem Werder verkauft und auf dem Areal entstand 1873 eine Holzstofffabrik. 1873 erwarb der Unternehmer F. W. Meyer die Brückermühle und vergrößerte sie 1886 durch einen angesetzten Neubau. Kurz nach der Fertigstellung kam es 1887 zu einer Staubexplosion, die eines der ersten größeren Unglücke dieser Art bei Getreidemühlen war. Sie forderte elf Menschenleben und zerstörte einen Gebäudeflügel. Die Luther-Werke nahmen den Wiederaufbau vor, so dass der Betrieb 1888 wieder aufgenommen werden konnte. In den letzten Kriegstagen des Zweiten Weltkriegs wurde die Mühle im April 1945 bei Kriegshandlungen zerstört. Bis 2017 befand sich an dieser Stelle ein Wasserkraftwerk, das schon jahrelang außer Betrieb war. Das Wasserkraftwerk wurde 2017 abgerissen und die Baugrube teilweise verfüllt.

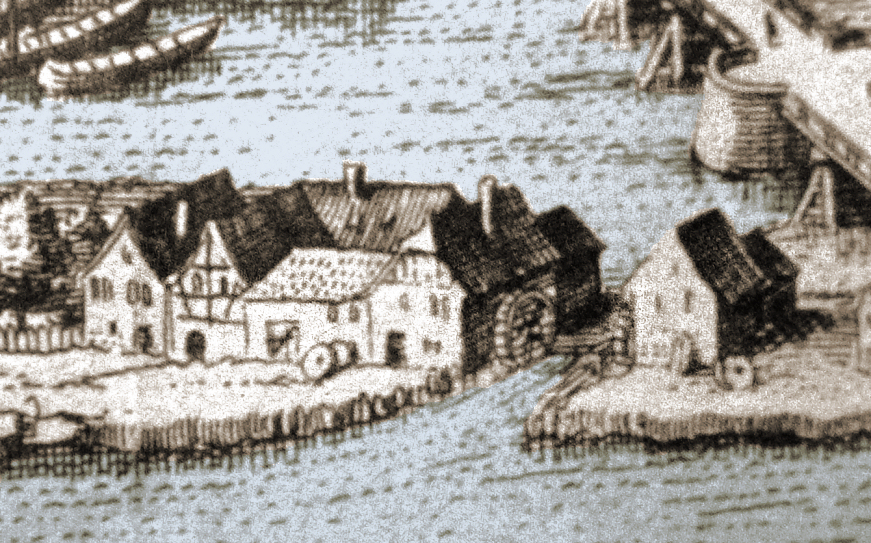
Zwei gegenüber liegende Werdermühlen um 1650, rechts die Weserbrücke (nachkoloriert)
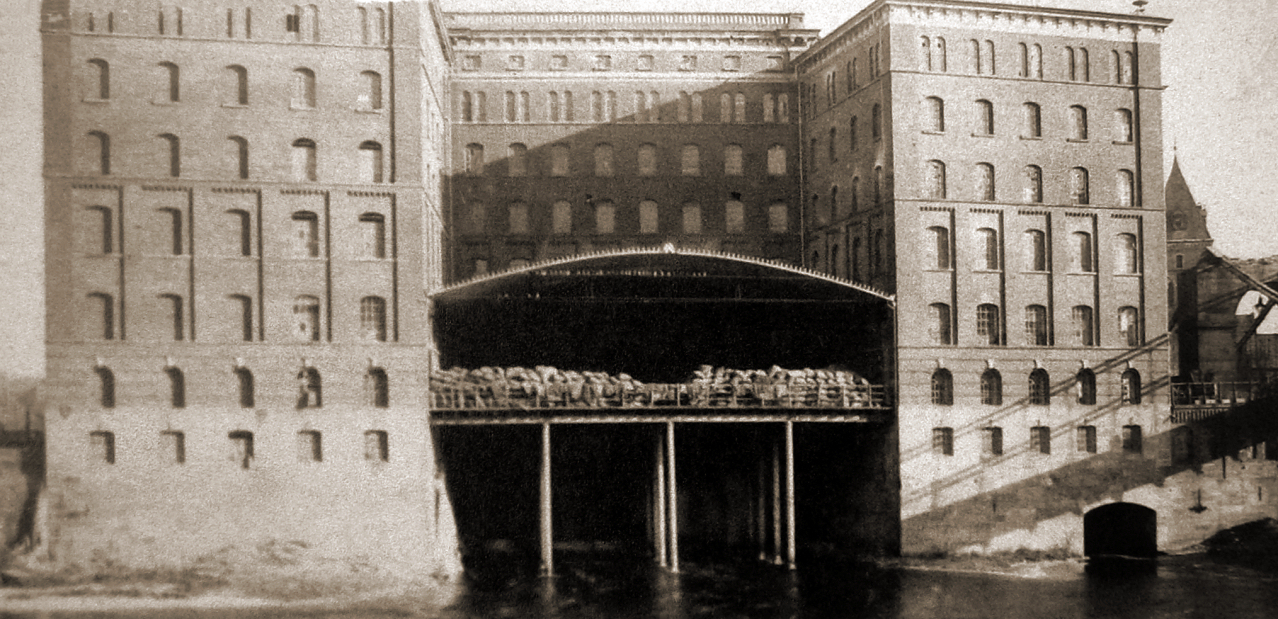
Rückseite der Werdermühle
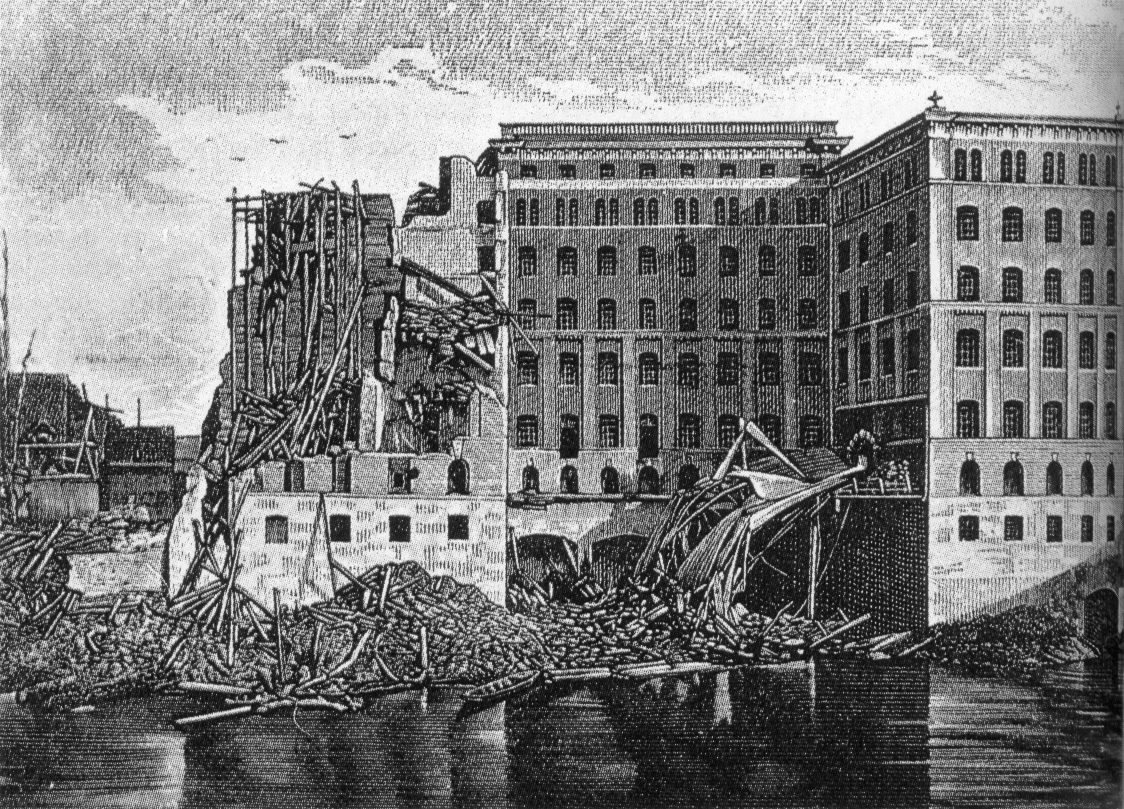
Werdermühle nach der Staubexplosion im Jahre 1887

## Wesermühlen Aktiengesellschaft
Der Unternehmer Friedrich Wilhelm Meyer erwarb im Jahr 1872 das Gelände der ausgebrannten Pfortmühle und erbaute sie 1878 neu. 1886 vergrößerte Meyer die von ihm 1873 erworbene Werdermühle durch einen Neubau. Nach den Brand- und Explosionsunglücken in der Pfort- und der Werdermühle gegen Ende des 19. Jahrhunderts geriet das Familienunternehmen in eine wirtschaftliche Schieflage. Zur Konsolidierung gründete Meyer mit seinem Sohn Heinrich 1898 die Wesermühlen Aktiengesellschaft. Durch Probleme bei der Aktienausgabe und in der Betriebsführung wurde der Krisenzustand des Unternehmens erst nach 1912 beendet. Mitte der 1920er Jahre wurde durch die Veräußerung eines Aktienpaketes Kurt Kampffmeyer von Kampffmeyer Mühlen Mehrheitsaktionär des Unternehmens. Nach dem Zweiten Weltkrieg führte die Wesermühlengesellschaft den Mühlenbetrieb mit der Pfortmühle bis zur Aufgabe um 1970 und einer Behelfsmühle am Hamelner Weserhafen weiter.

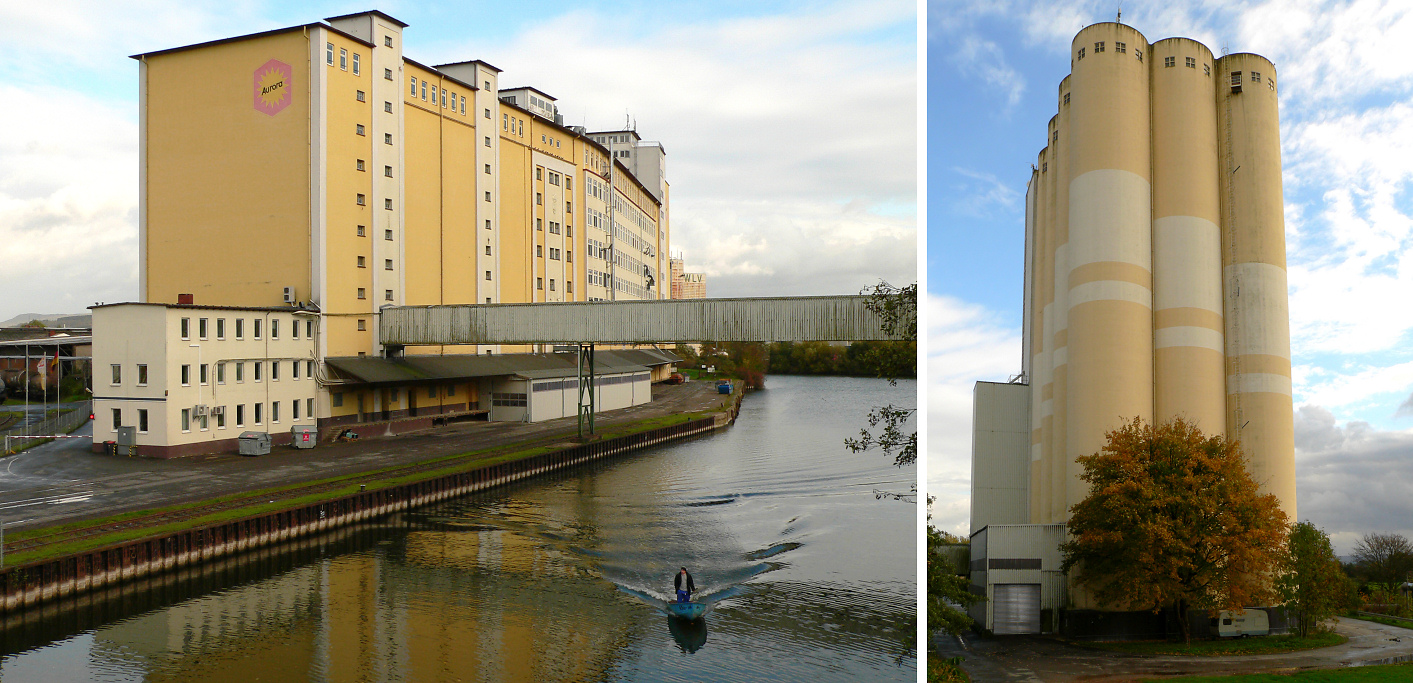
Neue Wesermühle seinerzeit von GoodMills Deutschland (ehemals: Kampffmeyer Mühlen) am Hafen Hameln, 2010

Die Mühlenanlage am Weserhafen wurde in den 1950er und 1960er Jahren umfangreich durch Mühlen-, Mehl- und Getreidesilogebäude erweitert. Sie war für die Transportlogistik durch Verlademöglichkeiten auf dem Wasser, der Schiene und der Straße günstig gelegen. Das Betriebsgebäude wurde im Jahre 1949 errichtet. Darin befand sich die damals modernste Technik. Die Wesermühle war die erste deutsche Großmühle mit pneumatischer Passagenförderung. Die Mühle hatte eine Vermahlungskapazität von 300.000 Tonnen pro Jahr. Die Lagerkapazität umfasste 40.000 Tonnen Getreide und 10.000 Tonnen Mehl. Etwa 75 % des Energiebedarfs wurden durch ein Wasserkraftwerk abgedeckt. Bis zur Stilllegung am 1. April 2013 als Standort der VK Mühlen AG wurden jährlich 180.000 t Weizen, Roggen und Mais für den regionalen, nationalen, europäischen und internationalen Markt verarbeitet.